# Richie Guerin
Pour les articles homonymes, voir Guerin.
Richard V. Guerin, né le 29 mai 1932, à New York, est un ancien joueur et entraîneur américain professionnel de basket-ball de National Basketball Association. Il est diplômé de Mount Saint Michael Academy en 1950 dans le Bronx et d'Iona College en 1954.
À Iona, il inscrivit 1375 points en 67 rencontres.
Guerin fut l'un des meilleurs meneurs de jeu NBA dans les années 1950 et au début des années 1960, alors qu'il jouait pour les New York Knicks. Il entraîna les Hawks de Saint-Louis/Hawks d'Atlanta de nombreuses années, remportant le trophée de NBA Coach of the Year en 1968. Quand il prit sa retraite en 1971, il avait un bilan de 327 victoires pour 291 défaites.
Membre des Corps des Marines de 1947 à 1954, il fut intronisé au Marine Corps Sports Hall of Fame en 2004.
En septembre 2013, il est intronisé au Basketball Hall of Fame.